# Blues Incorporated
Blues Incorporated – pierwszy brytyjski zespół R&B działający w latach 1961–1966, założony i prowadzony przez Alexisa Kornera. W różnych okresach w zespole grali tacy muzycy jak Jack Bruce, Charlie Watts, Terry Cox, Ginger Baker, Long John Baldry, Danny Thompson, Graham Bond, Cyril Davies, Malcolm Cecil i Dick Heckstall-Smith. Blues Incorporated nigdy nie odniósł dużego sukcesu komercyjnego, jednak miał bardzo duży wpływ na rozwój brytyjskiej muzyki rockowej w latach 60. XX wieku i później.
Początkowo zespół grał w londyńskich klubach jazzowych i bluesowych między innymi Marquee Club oraz Ealing Jazz Club, gdzie stał się swoistą szkółką bluesową dla takich późniejszych sław jak Charlie Watts, Mick Jagger, Keith Richards, Brian Jones, Rod Stewart, Paul Jones, John Mayall, Zoot Money i Jimmy Page. Blues Incorporated często zmieniał skład, co było związane z tym, że Korner chciał, aby zespół był typowo koncertową grupą, która nie koncentruje się na pracy studyjnej. Niestabilny skład był główną przeszkodą w osiągnięciu sukcesu komercyjnego przez zespół. W związku z dużą rotacją personalną oraz z powodu nieporozumień związanych z kierunkiem muzycznym w jakim ma pójść zespół (blues/jazz), Alexis Korner w roku 1966 rozwiązał grupę.

## Dyskografia
- R&B from the Marquee (1962)
- At The Cavern (1964)
- Red Hot From Alex (1964)
- Sky High (1965)